# Unpregnant
Unpregnant är en amerikansk dramakomedifilm från 2020 i regi av Rachel Lee Goldenberg, baserad på Ted Caplan och Jenni Hendriks bok med samma namn. Filmen, som spelades in i Albuquerque, New Mexico under hösten 2019, är producerad för streamingtjänsten HBO Max, och hade sin officiella streamingpremiär på plattformen den 10 september 2020. Huvudrollerna i filmen spelas av Haley Lu Richardson och Barbie Ferreira.

## Rollista
- Haley Lu Richardson – Veronica Clarke
  - Marie Wagenman – unga Veronica
- Barbie Ferreira – Bailey Butler
  - Sydney Gariety – unga Bailey
- Alex MacNicoll – Kevin
- Breckin Meyer – Mark
- Giancarlo Esposito – Bob
- Sugar Lyn Beard – Kate
- Betty Who – Kira Matthews
- Mary McCormack – Debra Clarke
- Denny Love – Jarrod
- Ramona Young – Emily
- Kara Royster – Kaylee
- Meg Smith – Hannah
- Abby Van Gerpen – Heather
- Jeryl Prescott – Peg